# Osby (gemeente)
Osby is een Zweedse gemeente in Skåne. De gemeente behoort tot de provincie Skåne län. Ze heeft een totale oppervlakte van 602,0 km² en telde 12.625 inwoners in 2004.
De huidige gemeente Osby ontstond tijdens de Zweedse gemeentehervorming in de jaren 70 van de 20ste eeuw. Op 1 januari 1974 toen de köping (soort plaats die tussen een stad en dorp in zit) werd samengevoegd met drie plattelands gemeenten.

## Plaatsen
- Osby (plaats)
- Lönsboda
- Killeberg
- Visseltofta

## Parochies
De gemeente Osby bestaat uit drie parochies dit zijn:
- Loshult församling
- Osby-Visseltofta församling
- Örkeneds församling

## Landschap
De gemeente Osby heeft de laagste bevolkingsdichtheid van de gemeenten in Skåne. Het landschap bestaat er voor een groot deel uit zowel naaldbos als loofbos, tussen deze bossen in liggen stukken landbouwgrond. Ook zijn er vrij veel meren in de gemeente te vinden een voorbeeld van zo'n meer is het meer Osbysjön, dat o.a. grenst aan de plaats Osby.
Ängelholm · Åstorp · Båstad · Bjuv · Bromölla · Burlöv · Eslöv · Hässleholm · Helsingborg · Höganäs · Höör · Hörby · Kävlinge · Klippan · Kristianstad · Landskrona · Lomma · Lund · Malmö · Örkelljunga · Osby · Östra Göinge · Perstorp · Simrishamn · Sjöbo · Skurup · Staffanstorp · Svalöv · Svedala · Tomelilla · Trelleborg · Vellinge · Ystad